# Rani (eiland)
Rani is een eiland in de Indonesische provincie Papoea. Het is 8 km² groot en steekt nauwelijks boven de zeespiegel uit. De bodem bestaat vooral uit wit (koraal)zand, aan de zuidzijde echter uit erg scherp vulkanisch gesteente. Er komen twee zoogdieren voor, de koeskoes Phalanger orientalis en de vleermuis Pteropus pohlei.
Het eiland is bewoond door enkele honderden mensen, Papoea's, die voornamelijk leven van de visvangst en verder wat varkens houden.
Aan de noordoostkant is een huis gebouwd, waar eventuele toeristen kunnen overnachten. Rani is te bereiken per boot vanuit het plaatsje Wardo op het eiland Biak.